# 水草酸鈣石
水草酸鈣石（英語：Whewellite）是草酸鈣的一種礦物形式，化學式為CaC2O4·H2O。由於其有機成分，它被認為具有間接的生物來源，這一假設在煤和沈積岩結核中的存在而得到支持。然而它在熱液礦床中，這種生物來源似乎不可能的地方也能被發現。
水草酸鈣石以威廉·惠威爾（1794–1866）的名字命名，他是一位英國博學家、自然歷史學家和科學家，劍橋大學道德哲學教授和晶體索引系統的發明者。

## 擴展閱讀
- Palache, P.; Berman H.; Frondel, C. (1960). "Dana's System of Mineralogy, Volume II: Halides, Nitrates, Borates, Carbonates, Sulfates, Phosphates, Arsenates, Tungstates, Molybdates, Etc. (Seventh Edition)" John Wiley and Sons, Inc., New York, pp. 1099-1101.